# Minute Maid Park
Il Minute Maid Park è uno stadio di baseball statunitense di Houston, terreno interno dell'Houston Astros, franchise di Major League Baseball.
Fondato nel 1997 e aperto nel 2000, è soprannominato The Juice Box e in precedenza fu noto come The Ballpark at Union Station, Enron Field e Astros Field.
È uno dei sei stadi della MLB dotati di un tetto retrattile.

## Concerti
Madonna tenne qui un concerto facente parte del suo Sticky & Sweet Tour il 16 novembre 2008, il suo primo concerto in Texas dopo 18 anni, a cui assistettero 41.498 spettatori.
Il 5 novembre 2011 Taylor Swift si esibì al Minute Maid Park all'interno del suo Speak Now World Tour. La cantante statunitense stabilì un record assoluto di presenze allo stadio, registrando 42.905 spettatori.